# ولف واکرز
ولف واکرز (انگلیسی: Wolfwalkers) فیلمی انیمیشن در سبک ماجراجویی فانتزی است که به کارگردانی تام مور و راس استوارت در سال ۲۰۲۰ ساخته شده‌است. این فیلم پس از فیلم‌های قبلی او راز کل (۲۰۰۹) و ترانه دریا (۲۰۱۴)، سومین و آخرین قسمت از «سه‌گانه فولکلور ایرلندی» مور است. یک تولید مشترک بین‌المللی به رهبری کارتون سالون و Mélusine Productions, این فیلم در ۱۲ سپتامبر در جشنواره بین‌المللی فیلم تورنتو ۲۰۲۰ به نمایش درآمد و ۲۶ اکتبر در انگلستان، ۱۳ نوامبر در ایالات متحده و کانادا و ۲ دسامبر در ایرلند اکران شد. همچنین در ۱۱ دسامبر سال ۲۰۲۰ به صورت دیجیتالی از طریق اپل تی‌وی پلاس منتشر شد.